# Java-Langur
Der Java-Langur (Presbytis comata, Synonym: Presbytis aygula) ist eine Primatenart aus der Gruppe der Schlankaffen (Presbytini). Es werden zwei Unterarten unterschieden, Presbytis c. comata und Presbytis c. fredericae, die manchmal den Rang eigener Arten erhalten. P. c. fredericae kommt auf dem Dieng-Plateau und an den Hängen der Vulkane Slamet und Cupu vor, P. c. comata lebt im Westen von Java vom Nationalpark Ujung Kulon an der Südwestspitze von Java bis zum Schichtvulkan Lawu.

## Merkmale
Java-Languren sind wie alle Mützenlanguren relativ kleine, schlanke Affen mit sehr langem Schwanz. Ihr Durchschnittsgewicht beträgt rund 6,5 Kilogramm. Das Gesicht ist breit, an der Oberseite des Kopfes befindet sich ein Haarschopf. Hinsichtlich der Fellfärbung unterscheiden sich die Unterarten: P. c. comata ist am Rücken und an der Außenseite der Gliedmaßen grau, der Bauch und die Innenseite der Gliedmaßen sind weißlich, die Haarschopf ist schwarz. P. c. fredericae ist dunkler. Bei dieser Unterart ist der Rücken schwarz, die Kehle und die Brust hellgrau und der Bauch und die Innenseiten der Gliedmaßen weiß.

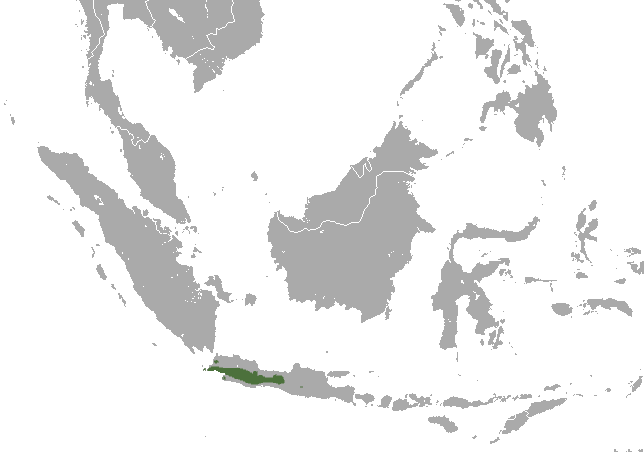
Verbreitungsgebiet des Java-Languren

## Verbreitung und Lebensraum

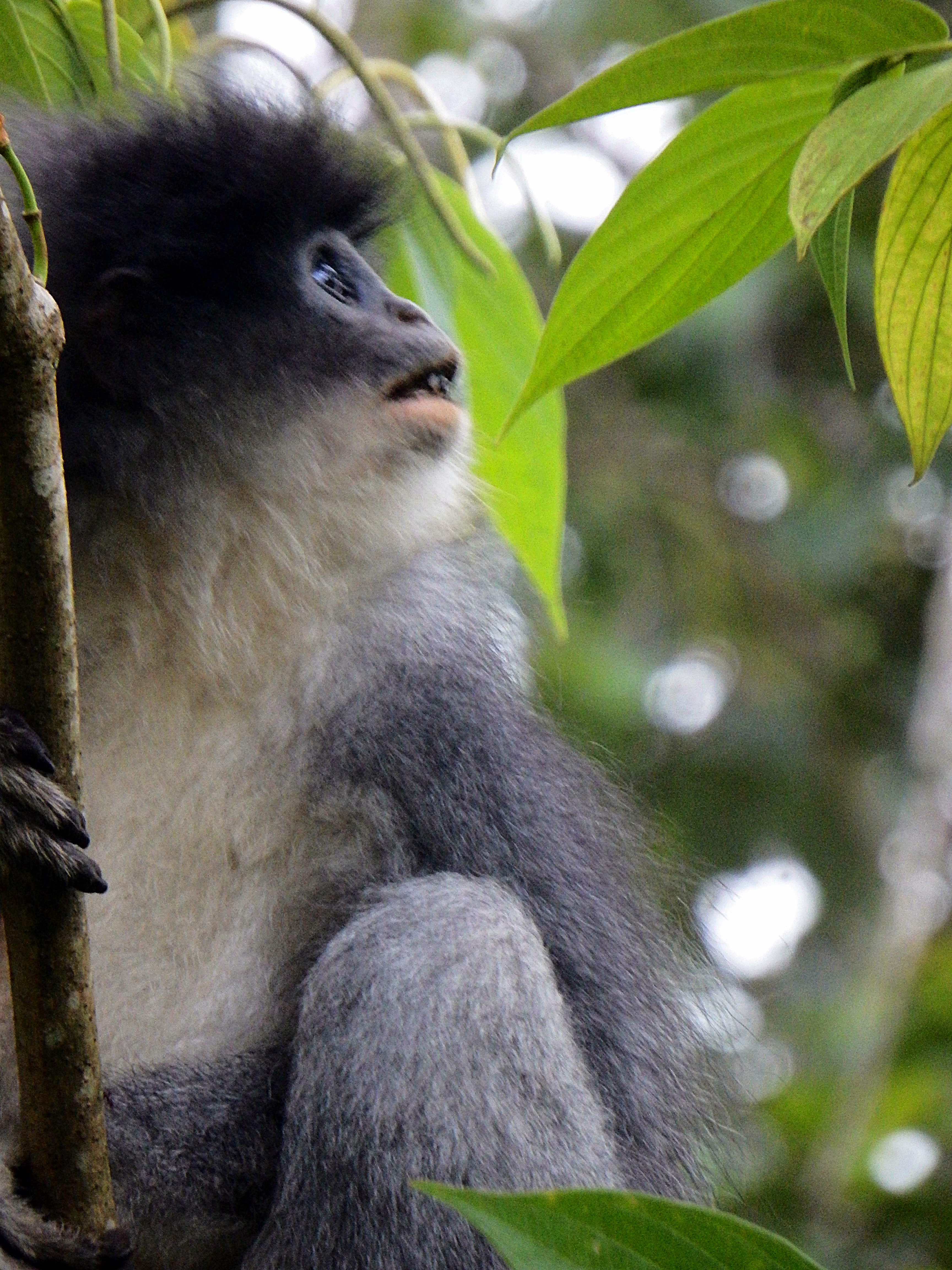
Java-Langur (Presbytis comata fredericae)

Java-Languren kommen nur auf der Insel Java vor, wobei P. c. comata die westlichen und P. c. fredericae die zentralen Teile der Insel bewohnt. Ihr Lebensraum sind Wälder, sowohl tiefer gelegen als auch Gebirgswälder bis über 2000 Meter Höhe. Sie können dabei sowohl in Primär- als auch in Sekundärwäldern leben.

## Lebensweise
Wie alle Altweltaffen sind Java-Languren tagaktiv. Sie halten sich fast ausschließlich auf den Bäumen auf, wo sie sich durch geschicktes Klettern und auch durch Springen fortbewegen.
Diese Primaten leben in Gruppen von 3 bis 20 Tieren, die sich aus einem Männchen, mehreren Weibchen und dem dazugehörigen Nachwuchs zusammensetzen. Während der Fortbewegung, der Nahrungsaufnahme und dem Schlafen bleiben die Gruppenmitglieder eng beisammen, allerdings teilen sich die Gruppen manchmal auch für kurze Zeit auf. Es sind territoriale Tiere. Zwar überlappen sich die Streifgebiete der einzelnen Gruppen, fremden Gruppen gegenüber verhalten sie sich allerdings aggressiv.
Es sind Pflanzenfresser, die vorwiegend junge Blätter zu sich nehmen. Daneben verzehren sie auch Früchte, Blüten, reife Blätter und Pilze. Ein mehrkammeriger Magen hilft ihnen bei der Verdauung der Nahrung.

## Systematik
Der Java-Langur wurde 1822 durch den französischen Zoologen Anselme Gaëtan Desmarest unter der Bezeichnung Semnopithecus comatus erstmals beschrieben. Die Gattung Presbytis, in die der Java-Langur später überführt wurde, war schon 1821 durch den deutschbaltischer Naturforscher Johann Friedrich Eschscholtz eingeführt worden.
Presbytis c. fredericae, 1930 durch den niederländischer Biologe Henri Jacob Victor Sody erstbeschrieben, wird im Handbook of the Mammals of the World, einem Standardwerk zur Primatologie, als Unterart des Java-Languren behandelt. Einige Wissenschaftler sind jedoch der Ansicht, dass es sich bei Presbytis fredericae um eine eigenständige Art handelt, die sich von Presbytis comata ebenso stark unterscheidet wie z. B. der Raffles Bindenlangur (P. femoralis) vom Thomas-Langur (P. thomasi) oder der Weißstirnlangur (P. frontata) vom Hose-Langur (P. hosei). Nijman kam dagegen zu dem Ergebnis, dass die Unterschiede zwischen beiden Formen so gering sind, dass Presbytis c. fredericae weder als eigenständige Art noch als eine Unterart von Presbytis comata geführt werden kann. Überdies gibt es in der Nähe von Linggo Übergangsformen zwischen den beiden Affen. Die IUCN und die American Society of Mammalogists listen Presbytis fredericae jedoch als eigenständige Art.

## Bedrohung
Ihre Heimatinsel Java ist sehr dicht von Menschen besiedelt, darum ist ihr Verbreitungsgebiet stark verkleinert und zerstückelt worden. Hauptbedrohung ist die Zerstörung ihres Lebensraumes. Die IUCN beziffert im Jahr 2020 die Gesamtpopulation auf 1400 bis 1500 Tiere und listet P. comata als „stark gefährdet“ (endangered).